# Ivan Serheev
Ivan Serheev, accreditato come Ivan Sergeyev dalla ATP (in ucraino Иван Сергеев?; Dnipropetrovs'k, 20 gennaio 1988), è un tennista ucraino.

## Biografia
Raggiunge la sua migliore classifica in singolare il 9 agosto 2010 con la 147ª posizione; mentre nel doppio divenne, il 20 agosto 2010, il 290º del ranking ATP.
In carriera in singolare, è riuscito a conquistare due tornei challenger e tornei futures. Nel 2010 dopo aver superato le qualificazioni, riesce per la prima volta ad entrare nel tabellone principale dell'Australian Open. In quell'occasione ottenne anche la sua prima vittoria in tornei del grande Slam contro l'israeliano Dudi Sela. Al secondo turno venne in seguito sconfitto dalla testa di serie numero nove, lo spagnolo Fernando Verdasco.
Ha fatto parte della squadra ucraina di Coppa Davis dal 2008 al 2010 con un record di cinque vittorie e nessuna sconfitta in singolare.

## Statistiche

### Singolare

#### Vittorie (0)
| Legenda                   |
| Grande Slam (0)           |
| ATP World Tour Finals (0) |
| ATP Masters 1000 (0)      |
| ATP World Tour 500 (0)    |
| ATP World Tour 250 (0)    |
| Challengers (2)           |
| Futures (9)               |

| Numero | Data           | Torneo                       | Superficie  | Avversario in finale  | Punteggio     |
| 1.     | 20 maggio 2007 | Bulgaria F2 2007, Ruse       | Terra rossa | Ivajlo Trajkov        | 3-6, 6-2, 6-2 |
| 2.     | 17 giugno 2007 | Ukraine F3 2007, Čerkasy     | Terra rossa | Michail Vasil'ev      | 6-4, 6-0      |
| 3.     | 24 agosto 2008 | Russia F4 2008, Mosca        | Terra rossa | Andrei Gorban         | 6-4, 6-4      |
| 4.     | 29 marzo 2009  | Turkey F2 2009, Adalia       | Terra rossa | Valery Rudnev         | 6-3, 6-1      |
| 5.     | 5 aprile 2009  | Turkey F3 2009, Adalia       | Terra rossa | Robin Roshardt        | 6-0r          |
| 1.     | 29 agosto 2009 | Almaty Cup 2009, Almaty      | Cemento     | Dustin Brown          | 6-3, 5-7, 6-4 |
| 2.     | 1º agosto 2010 | Mordovia Cup 2009, Saransk   | Terra rossa | Marek Semjan          | 7–6(2), 6-1   |
| 6.     | 5 aprile 2012  | Turkey F11 2012, Adalia      | Terra rossa | Florian Reynet        | 6-2, 6-2      |
| 7.     | 16 aprile 2012 | Uzbekistan F1 2012, Namangan | Terra rossa | Uladzimir Ihnacik     | 7-6, 6-1      |
| 8.     | 7 maggio 2012  | Bulgaria F1 2012, Varna      | Terra rossa | Teodor-Dacian Crăciun | 6-0r          |
| 9.     | 14 maggio 2012 | Bulgaria F2 2012, Varna      | Terra rossa | Edoardo Eremin        | 6-4, 6-2      |

### Doppio

#### Vittorie (0)
| Legenda doppio            |
| Grande Slam (0)           |
| ATP World Tour Finals (0) |
| ATP Masters 1000 (0)      |
| ATP World Tour 500 (0)    |
| ATP World Tour 250 (0)    |
| Challengers (1)           |
| Futures (5)               |

| Numero | Data             | Torneo                                | Superficie | Compagno             | Avversari in finale                  | Punteggio        |
| 1.     | 30 novembre 2008 | United Arab Emirates F2 2008, Fujaira | Cemento    | Denys Molčanov       | Thomas Kromann Filip Prpic           | 2-6, 7-5, [10-5] |
| 2.     | 19 marzo 2012    | Turkey F11 2012, Adalia               | Cemento    | Andrei Ciumac        | Patrik Brydolf Florian Reynet        | 6-3, 7-6         |
| 3.     | 7 maggio 2012    | Bulgaria F1 2012, Varna               | Cemento    | Oleksandr Nedovjesov | Valentin Dimov Dimitar Kuzmanov      | 6-1, 6-1         |
| 4.     | 28 maggio 2012   | Turkey F21 2012, Mersin               | Cemento    | Oleksandr Nedovjesov | Maverick Banes Brydan Klein          | 3-6, 6-1, [10-7] |
| 5.     | 4 giugno 2012    | Turkey F22 2012, Konya                | Cemento    | Oleksandr Nedovjesov | William Boe-Wiegaard Daniel Glancy   | 7-6, 6-1         |
| 6.     | 23 giugno 2012   | Russia F8 2012, Kazan'                | Cemento    | Oleksandr Nedovjesov | Aleksandr Lobkov Aleksandr Rumjancev | 6-2, 6-4         |
| 1.     | 11 agosto 2012   | Samarkand Challenger 2012, Samarcanda | Cemento    | Oleksandr Nedovjesov | Divij Sharan Vishnu Vardhan          | 6-4 7-6          |